# 淡水夕照
《淡水夕照》是臺灣畫家陳澄波在1935年期間所完成的油畫作品，該作品內容主要描繪淡水河岸口和淡水鎮的特殊風貌，原件現屬私人收藏。是臺灣知名的近代畫作之一。

## 歷史

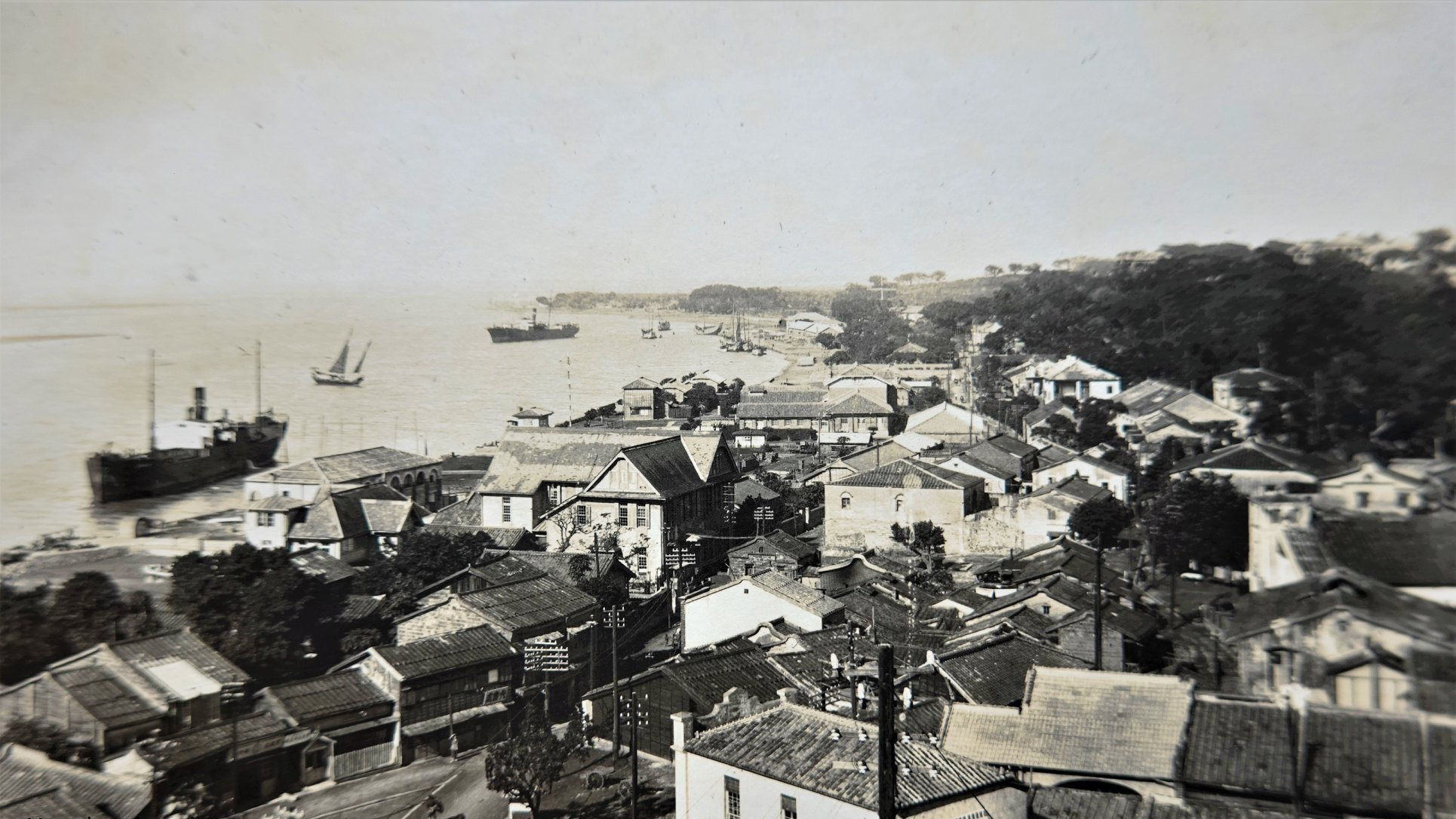
1930年代的淡水鎮

1933年，陳澄波返回臺灣，與楊三郎、李石樵、顏水龍、李梅樹等8位畫家合組「臺陽美術協會」，並致力於將臺灣各地名勝畫入畫布中，其中《淡水夕照》則是此階段所繪製之《淡水系列》作品之一，因應美術協會成立，陳澄波多次北上與楊三郎等人進行討論，並趁空閒時和相約前往淡水寫生，在1935至1936年期間舉辦的臺展期間，陳澄波也分別以淡水風景畫作作為主題參展。
1994年，《淡水夕照》以畫題《黃昏淡水》首度於臺北市立美術館及嘉義市立文化中心舉辦之「陳澄波百年紀念展」，歷時約半世紀首度展出。2007年，佳士得於香港舉辦中國二十世紀藝術秋季拍賣會中，《淡水夕照》以5072萬7500元港幣成交（約2.12億台幣），創台灣畫家油畫作品拍賣最高價。
2014年，在臺南市政府所舉辦之「澄海波瀾－陳澄波大展」中，《淡水夕照》原件被成功借得，並在展覽展出。同年，中央研究院數位文化中心策劃，由中央研究院臺灣史研究所、嘉義市文化局、與財團法人陳澄波文化基金會合作，將《淡水夕照》加以數位化並整理典藏，重新建置網站。
2015年2月2日，Google將臺灣版首頁的商標改成陳澄波的畫作《淡水夕照》以紀念120歲誕辰。
2018年，陳澄波文化基金會與新北市文化局合作下，由淡水區公所在淡水禮拜堂前舉辦「陳澄波戶外美術館」揭牌典禮，展示《淡水夕照》複製品等12幅畫作的陳列。

## 作品內容
《淡水夕照》被認為是陳澄波在融合中國水墨画與西方印象派技法中的代表性作品，其構圖為陳澄波在淡水鎮的相對制高點俯瞰。主要呈現著當時淡水屋舍、街道、包括望高樓、淡水海關碼頭、得忌利士洋行、紅毛城、滬尾偕醫館、 烽火段等淡水鎮之歷史建築群及人群延伸至右岸，畫面更以淡水禮拜堂作為重心，以及少許戎克船、輪船與蒸汽船為遠景，最後則將畫面視野從遠處淡水河口進入海洋，具有平穩、充滿節奏感的構圖作為主題。

## 外部連結
- 陳澄波 - 尊彩藝術中心 （页面存档备份，存于）
- 財團法人陳澄波文化基金會 （页面存档备份，存于）